# Stefan Gaisreiter
Stefan Gaisreiter (Murnau am Staffelsee, 10 dicembre 1947) è un bobbista tedesco.

## Biografia
Agli XI Giochi olimpici invernali (edizione disputatasi nel 1972 a Sapporo, Giappone) vinse la medaglia di bronzo nel Bob a quattro con i connazionali Peter Utzschneider, Wolfgang Zimmerer e Walter Steinbauer, partecipando per la nazionale tedesca, venendo superate da quella italiana e dalla svizzera.
Il tempo totalizzato fu di 4:43,92 con un distacco minimo rispetto alle altre classificate 4:43,07 e 4:43,83 i loro tempi.
Inoltre ai campionati mondiali vinse molte medaglie:
- nel 1969, oro nel bob a quattro con Peter Utzschneider, Walter Steinbauer e Wolfgang Zimmerer.[3]
- nel 1971, medaglia di bronzo nel bob a quattro con Wolfgang Zimmerer, Walter Steinbauer e Peter Utzschneider.
- nel 1973, medaglia di bronzo nel bob a quattro con Wolfgang Zimmerer, Walter Steinbauer e Peter Utzschneider;
- nel 1977, bronzo nel bob a  due con Manfred Schumann[4]
- nel 1979, argento nel bob a due con Manfred Schumann e Fritz Ohlwärter, oro nel bob a quattro con Dieter Gebard, Hans Wagner e Heinz Busche.